# 悪徳と美徳
『悪徳と美徳』（あくとくとびとく、原題: Vices & Virtues）は、アメリカ合衆国のポップ・ロック・バンドであるパニック!アット・ザ・ディスコの3作目のスタジオ・アルバム。2011年3月22日にフュエルド・バイ・ラーメンおよびディケイダンス・レコードから発売された。ジョン・フェルドマンとブッチ・ウォーカーがプロデュースを手がけた本作は、2009年7月のギタリストのライアン・ロスとベーシストのジョン・ウォーカーの脱退後、ボーカリスト兼マルチプレイヤーのブレンドン・ユーリーとドラマーのスペンサー・スミスの2人体制になってから発売された初のアルバムとなった。
アルバムは発売初週で56,000枚を売り上げ、Billboard 200で初登場7位にチャートインした。アメリカレコード協会からゴールド認定を受けた。

## 背景
2008年4月、ロスが『NME』誌の取材に対し、『プリティ。オッド。』に続くスタジオ・アルバムについて言及し、この時点で「9〜10曲」の新曲を書いたことを明かした。7月には『MTVニュース』の取材に対し、ウォーカーが「ほぼ前作と同じ」路線になると説明し、ロスが「僕らは『プリティ。オッド。』のレコーディングを終えてからも、曲作りをやめなかった。なぜなら書きたいことがたくさんあったからね。おそらく僕らが次のレコードと呼ぶものは『かなり素晴らしい』音を出すよ」「僕らにはいくつか新しいアイデアと取り組んでいる楽曲があって、年内にはレコーディングが出来ればいいなと思っているよ」と語っている。『MTVニュース』の同じ記事で、ウォーカーはバンドが休暇を取った後、新曲の録音のために再びスタジオに入ったことを話している。2009年6月、ユーリーは「ここ半年間」でバンドがカリフォルニア州トパンガにあるロスの自宅でアルバムの制作に取り組んだことや、「『プリティ。オッド。』で探求し始めたレトロなポップ路線をさらに進む」ことを明かし、スミスは「前作以降に僕らはカリフォルニアに引っ越したから、それが刺激になっているんだ。僕らもサーフィンを始めたから、わずかながらザ・ビーチ・ボーイズの雰囲気が感じられるかもね」と付け加えた。時を同じくしてロスはウォーカーとともに曲作りを始めた。
2009年7月6日、公式サイト上でロスとウォーカーが脱退を発表し、脱退に際してロスとウォーカーは以前は僕ら４人も一緒に音楽を作っていたけれど、創作面で別々の方向へ発展したことで、各人が個人として達成したいものを損なう結果になってしまっていた。長年の間、僕らは互いに親しく、正直でいたから、それぞれの目標とするものが違っていて、別々の道を進んだほうが絶対にいいんだってことに気づくことができたとコメントした。脱退後に応じた『MTVニュース』の取材で、ロスはスペンサーとはごはんを食べながらお喋りしてたんだ。その時、不意に大きな疑問が沸いてきた。おまえは何がやりたいんだって。だから『どうだろう? しばらく自分達がやりたいことをやったほうがお互いにとっていいと思うんだけど』って提案してみた。するとスペンサーが言ったんだ。『その言葉が聞けてうれしいよ。まさに同じことを言おうとしてたんだ』って。決してケンカ別れしたわけではないよ。それが僕らが取るべき唯一の選択肢だったんだと回想し、ロスがユーリーとの間で創作性の違いが生じていて、ロス（とウォーカー）が「レトロな印象を持たせたロック」調の楽曲作りに興味を持っていたのに対し、ユーリーがバンドに求めていた音楽が「より洗練されたポップ・サウンド」であったことを明かした。
脱退発表時点で報じられていた3作目のスタジオ・アルバムの制作や、夏にブリンク 182とのツアーを開催することについては、ユーリーとスミスの2人体制で活動を続けることで「予定どおり行なう」ことが宣言された。この翌日、『オルタナティヴ・プレス』誌によってロスとウォーカー脱退後では初となる新曲「ニュー・パースペクティブ」の発売が発表され、この楽曲は映画『ジェニファーズ・ボディ』のサウンドトラックに採用された。
7月10日、バンド名が再び感嘆符を含む「パニック!アット・ザ・ディスコ」（Panic! At The Disco）となることが発表された。バンド名の変更について、スミスは自身が思っていたより重大なことになったとし、別に何の意識もなく「！」マークを外したら、みんなすごく反応しちゃったから、それの説明として様々な理由を考えないといけなくなった（笑）。他のバンドにあげたとか。そうそう、AGAINST MEに「！」マークをあげて、彼らがそれを必要でなくなったから返してもらったとか。でも、実際全く意味がないんだと語った。

## 制作
アルバム『悪徳と美徳』のための楽曲制作およびレコーディング・セッションは、ロスとウォーカーの脱退によるバンド内の混乱などにより当初の計画よりも長い時間を要した。
2009年の夏、2人はゴールドフィンガーのフロントマンであるジョン・フェルドマンとともに『フィーバーは止まらない』のようなエレクトロニック調の楽曲、フランク・シナトラやクイーンのスタイルを模した楽曲など10曲から11曲ほどのデモ楽曲を制作。制作した楽曲について、スミスは「僕とユーリーはただ楽しんだ。だって自分たちのやりたいことだからね」と語った。ロスとウォーカーの脱退直後、スミスはMTVニュースに対し「僕らは今、希望に満ちていて2枚のアルバムの良い部分を取り込んだアルバムを作っているんだ…僕らはどちらのアルバムも好きだし、本当に満足しているからだ」と語った。ブリンク 182の再結成ツアーに同行していた時期、スミスはブリンク 182のマーク・ホッパスに1曲または2曲のプロデュースを担当してもううことを期待して、アルバムのデモ音源をいくつか聴かせた。8月、ホップスはアルバムに収録される「実に強力な」楽曲のプロデュースを手がけると約束したことを正式に発表し、できれば他の楽曲のプロデュースも手がけたいと付け加えた。この期間中、ユーリーは報道機関に3作目のアルバムに収録するか検討している楽曲が「10曲ほど」あることを話した。初期段階では、ユーリーが「すごくいい」と評するウィーザーのリヴァース・クオモが参加した楽曲がアルバムに収録される予定であったが、最終的に未収録となった。8月21日、バンドは秋にレコーディングを行ない、2010年初頭にアルバムを発売する予定であることを発表した。
実際のレコーディングは2010年初頭に開始され、7月初旬に全楽曲のギターとベースのパートのレコーディングが完了し、同月末にレコーディングが完了したことが発表された。アルバムはフェルドマンとブッチ・ウォーカーの共同プロデュースとなっている。当初アルバムのプロデュースはウォーカーに依頼する予定で計画が進められていたが、ウォーカーが3か月にわたってツアーを行なうにあたり、レコーディングを行なう場所や方法を考える必要があった。友人であるフェルドマンの自宅スタジオでデモ音源の制作を行なっているうちに、それらの曲をアルバムに収録したいと思ったことから、そのままレコーディングが行なわれることとなった。その後、ウォーカーがツアーから帰ってきて、6曲から7曲のレコーディングを行なった。
本作の制作に際して、シンセサイザーのパートの録音にiPadが使用され、「ニアリー・ウィッチズ」ではフランスの女性バンドであるプラスティシーヌと児童合唱隊と共演した。
レコーディングの終盤、バンドは歌詞を見直しているうちに「偶然にも似たような内容」であることに気がつき、ユーリーはそれらの歌詞の内容を七つの大罪になぞらえ、インターネットで少し調べてからアルバムタイトルを『悪徳と美徳』に決めた。スミスは自分たちはいろんな変化を経て、一時期は混乱してどうなるかもわからない時もあったけど、乗り越えることができて、アルバムを作って完成することができたから、このタイトルが一番自分たちが通った道を現している〔ママ〕と思ったんだと語っている。

## 構成
アルバム『悪徳と美徳』の音楽性は、ポップ・ロック、オルタナティヴ・ロック、ポップ・パンク、エモ、バロック・ポップ、シンセポップ、ニュー・ウェイヴ、ダンス・パンクに分類される。
『激ロック』のインタビューで、インタビュアーから臨場感溢れる重厚なプロダクションは聴いていて本当に気持ち良いですねと言われ、バンドの望むサウンド・プロダクションになったかを聞かれたスミスはそうだね。僕たちが２年前に、不安だった部分だったけど、徐々に理解できたと思う。最初の頃の曲は自分たちが望んでいたサウンドではなかったので、時間をかけて満足行く作品になったと思う、『Pretty. Odd.』ではアナログのビンテージ風なサウンドを追求していたので、そのいい要素と新しいテクノロジーを取り入れて、バランスよくやりたかったんだと答えた。制作当初は歌詞に関してどんなことについて歌いたいのかが決まっておらず、作品の方向性も曲作りやレコーディングを行なうまでははっきりしていなかったという。
前作までは当時メンバーだったロスが主に作詞を手がけていて、他のメンバーはその手助けをするのみであった。本作では「ステップアップして、叙情的に統率しなければならない」と感じたユーリーが主な作詞者となっており、「慣れていなかったから、何について書こうかを考えるだけでかなりの時間を費やした」と語っている。家に閉じこもらず、外に出て忙しくしていることが作詞の面での刺激となった。ユーリーは本作の歌詞を「とても正直で誠実」とし、「これまで好んでやってきたストーリーテリングの要素を持った幻想的な曲」もあるとし、「自分の中での葛藤もたくさんあった。けど結果良かったと思うし、自分たちが何について書きたいかを理解することができて嬉しかった」と語っている。フェルドマンの自宅スタジオで行なわれたセッションは「新たなサウンドの実験」につながり、ユーリーは「俺たちはポール・サイモンが本当に好きで、マリンバや弦楽器を使うことに夢中になった」「結局いくつもシンセサイザーを買って、彼といじり回した。それはお菓子屋にいる2人の子どものようで…で、俺たちはアーケイド・ファイアの『ザ・サバーブス』をずっと繰り返して聴いていた。そう、発売されてからずっとね（笑）」と説明している。
「モナリザのバラード」について、『オルタナティヴ・プレス』誌のアニー・ザレスキは、「『フィーバーは止まらない』のアップビートのポップのエネルギーと、『プリティ。オッド。』の核と明快さを兼ね備えた」楽曲と述べた。スミスも同作についてファーストとセカンドを意識した作品になっていると思うとコメントしている。「レッツ・キル・トゥナイト」は、恋愛関係の苦い結末を描いたポップ・パンク調の楽曲。「ザ・カレンダー」は、当初男女の親密な関係について書かれていた楽曲で、徐々にロスとウォーカーがバンドを脱退したことに結びつけられていった。「サラ・スマイルズ」は、後にユーリーの妻となるガールフレンドに向けた書かれた楽曲で、ユーリーは「彼女と初めて会った時に、良いところを見せようと思ってこの曲を書いた。俺は彼女に夢中になった。彼女のためにこの曲を演奏して、それ以来ずっと付き合っているんだ。個人的には大きな一歩だった」と語っている。「ニアリー・ウィッチズ」は、『プリティ。オッド。』の制作時に作曲されたものの、アルバムのコンセプトに合わないことを理由に収録が見送られた楽曲で、本作への収録にあたりユーリーとスミスの2人が手を加えた。

## プロモーション

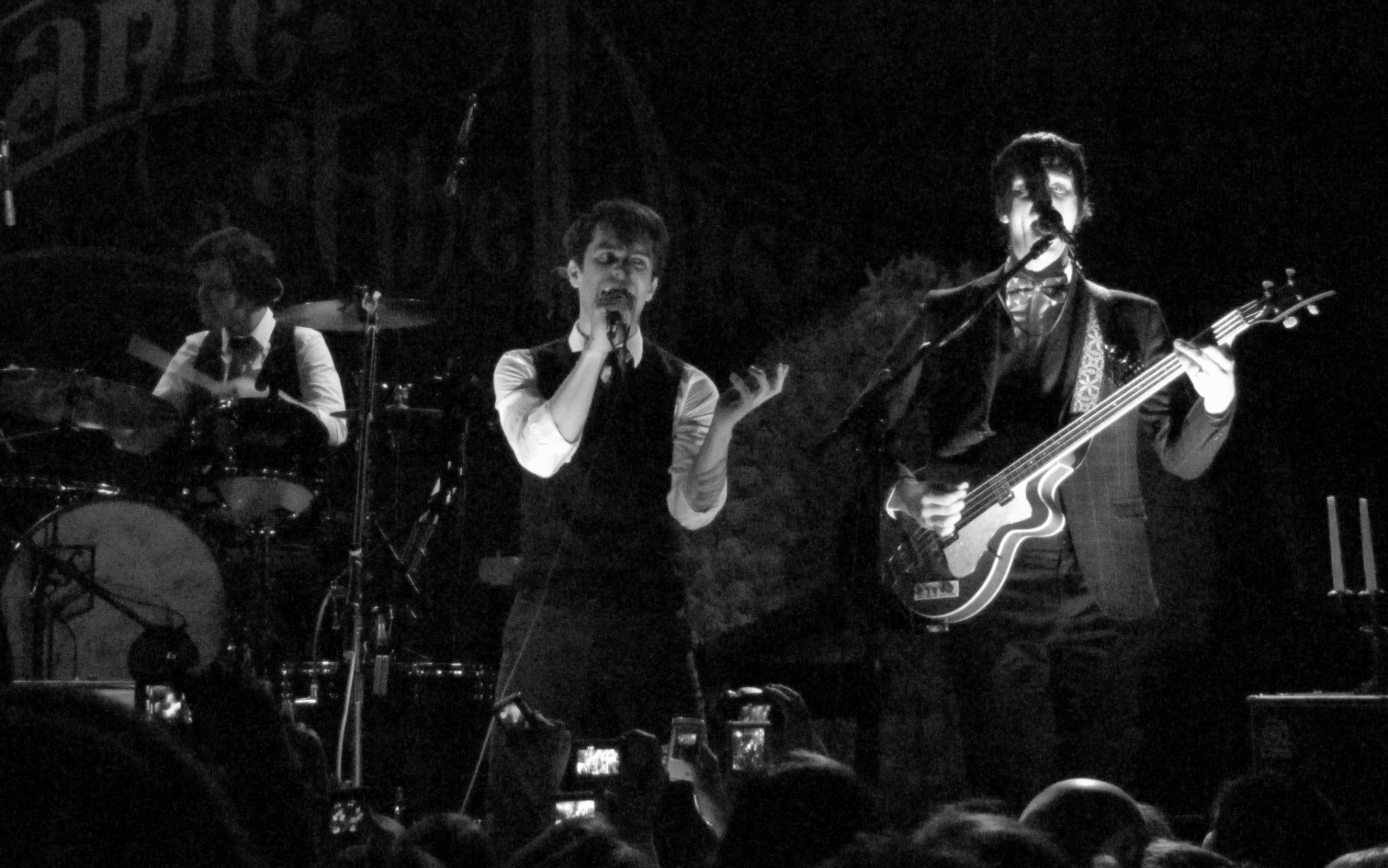
バワリー・ボールルームでのニューヨーク公演におけるパニック!アット・ザ・ディスコ（2011年2月1日）

2009年7月、公式サイト上で後に本作のデラックス・エディションに収録される「オー・グローリー」のクリップが公開された。
2010年12月、『オルタナティヴ・プレス』誌が完成間近のアルバムのタイトルが『悪徳と美徳』で、2011年1月に“Mona Lisa”と題した第1弾シングル、3月にアルバムを発売する予定であることを報じた。1月19日（日本時間20日）に公式にアルバムの発売日が「2011年3月29日」であることが発表され、6日後の25日にアルバムのカバー・アートが公開された。カバー・アートではユーリーとスミスの後ろに仮面を被った人物が立っているが、後に公開されたアートワーク撮影の舞台裏映像でこの人物が2009年よりツアー・メンバーとして参加し、翌年より制式なメンバーとなったダロン・ウィークスであることが明かされた。2月15日、アルバムの発売日が「3月22日」に変更されることが発表された。
2011年2月1日、アルバムからの第1弾シングルとして「モナリザのバラード」を発売。8日に同作のミュージック・ビデオが公開され、MTV Networksでヘヴィー・ローテーションされた。シングルの発売後、アルバム『フィーバーは止まらない』との類似性についての言及が複数見られた。本作のプロモーションの一環で、TBSの『Conan』（3月28日放送回）と『ロペス・トゥナイト』に出演した。
テレビ出演のほかにも、プロモーションの一環でユーリーとスミスを主演としたショートフィルム『The Overture』が制作された。シェーン・ドレイクが監督を務めた同作は2011年3月9日に公開され、映像中には複数の楽曲の断片が含まれている。約7分に及ぶショートフィルムでは、ヴィクトリア朝の幻想的な世界でユーリーとスミスが仲間（ボクサー、小人、少女など）を連れて冒険に出るが、さまざまな困難を経て仲間が次々と去り、最終的にユーリーとスミスの2人で冒険を続けるという内容になっている。この内容から、ショートフィルムは「ロスとウォーカーが脱退し、2人でバンドを続けていくという意思表示」と見なされている。

## リリース
アルバム『悪徳と美徳』は、2011年3月17日にストリーミング配信が開始され、同月22日にフュエルド・バイ・ラーメンおよびディケイダンス・レコードから発売された。アメリカでは発売初週で56,000枚を売り上げ、Billboard 200で初登場7位を記録した。『ビルボード』誌のTop Alternative Albumsでは最高位2位を記録した。アメリカレコード協会からは2018年2月28日付でゴールド認定を受けた。
日本ではCDの発売に先駆け、3月23日にPC配信が開始された。日本盤は4月13日にワーナーミュージック・ジャパンから発売され、オリコン週間アルバムランキングに10週にわたってランクインし、最高位46位を記録した。

## 評価
| 専門評論家によるレビュー | 専門評論家によるレビュー |
| 総スコア                 | 総スコア                 |
| 出典                     | 評価                     |
| ------------------------ | ------------------------ |
| AnyDecentMusic?          | 5.3/10                   |
| Metacritic               | 62/100                   |
| レビュー・スコア         |                          |
| 出典                     | 評価                     |
| AllMusic                 | [ 34 ]                   |
| Alternative Press        | [ 30 ]                   |
| American Songwriter      | [ 63 ]                   |
| Entertainment Weekly     | B-                       |
| Evening Standard         | [ 65 ]                   |
| The Guardian             | [ 66 ]                   |
| PopMatters               | [ 67 ]                   |
| Rolling Stone            | [ 68 ]                   |
| SPIN                     | 6/10                     |
| USA Today                | [ 69 ]                   |

『Metacritic』は、15件の評論家による「どちらかといえば肯定」的なレビューを基に100点満点中の62点をつけた。
『ニューヨーク・ポスト』紙のジャレット・ウィーゼルマンは、アルバムを「2011年の最も魅惑的なアルバムで、最高のアルバム」と評し、「サラ・スマイルズ」を「マムフォード・アンド・サンズを思い起こさせる傑出した楽曲」と評した。『激ロック』のムラオカは、まず一聴して感じることは前作のアコースティックな懐古主義的な音楽性は引っ込み、アッパーでダンサブル且つエレクトロな初期のパニック・サウンドが復活している。さらに前作で身に付けたオペラティックで大仰な展開やメロディは今作でさらに花開き、まるでアルバム一枚通してドラマティックなミュージカルを見ているような気分にさせてくれると評した。ライターの古川琢也は、アルバムの素晴らしい点として「まったく捨て曲のない10曲が揃った」ことと「セカンドの音楽性もここでは昇華されている」ことの2点を挙げた。『オルタナティヴ・プレス』誌のエヴァン・ルーシーは、本作における最大の成功を「過去2作のいずれかを単に再構成することに関心を持たず、2005年のデビュー作『フィーバーは止まらない』の若気の至りと、2008年の『プリティ。オッド。』の自制と成熟ぶりを融合することを選んだこと」とし、「デュオのサウンドは確実に活気を戻し、おそらく編成の変更による結果だけでなく、1970年代が数年間デュオが向かうのに良いところという認識なのだろう。しかし21世紀の暮らしはもっともっと楽しくなる」と評した。また、ルーシーは複数の楽曲における「エルフマン風のストリングスアレンジ、不気味な低音と軽やかなピアノ」と「規模の縮小を恐れていない」点を称賛した。
『スピン』誌のウィリアム・グッドマンは、アルバム収録曲のユーリーの歌詞について「（アルコール依存症により早すぎる死を迎えた父など）自身の傷ついた幼少期を描くグループのメインソングライターであるロスがいなくなり、ユーリーが作詞に関与したが、その結果冗長でごく普通の日記のようなロマンスになった」と批判したが、「『悪徳と美徳』の取り柄はマリンバ、シロフォン、アコーディオン、シンセサイザーなどの多様な楽器編成」と評した。『ローリング・ストーン』誌のジョディ・ローゼンも歌詞を否定的に見ているが、アルバムのアレンジ面については肯定的に見ている。『エンターテインメント・ウィークリー』のミカエル・ウッドは、グッドマンやローゼンと同様の見解を示しつつ、「サラ・スマイルズ」と「モナリザのバラード」の2曲を推奨した。

## ライブツアー
本作発売前の2月1日にニューヨーク公演、8日にロンドン公演、10日にドイツ公演が行なわれた。3月19日にはオースティンで開催された『サウス・バイ・サウスウエスト』に出演。4月28日から5月13日にかけてヨーロッパツアー、5月20日から6月29日にかけてアメリカツアーが開催された。本作を引っさげたツアーでは、『フィーバーは止まらない』時代のようなエレクトリックと派手な演劇性が取り入れられた。

## 収録曲

### CD
| #         | タイトル                                                        | 作詞・作曲                                                                      | プロデューサー                                               | 時間  |
| --------- | --------------------------------------------------------------- | ------------------------------------------------------------------------------- | ------------------------------------------------------------ | ----- |
| 1.        | 「モナリザのバラード」(The Ballad of Mona Lisa)                 | ブレンドン・ユーリー スペンサー・スミス ブッチ・ウォーカー ジョン・フェルドマン | ブッチ・ウォーカー ジョン・フェルドマン                      | 3:46  |
| 2.        | 「レッツ・キル・トゥナイト」(Let's Kill Tonight)                | ブレンドン・ユーリー スペンサー・スミス                                         | ブッチ・ウォーカー                                           | 3:33  |
| 3.        | 「ハリケーン」(Hurricane)                                       | ブレンドン・ユーリー スペンサー・スミス ジョン・フェルドマン                    | ブッチ・ウォーカー ジョン・フェルドマン                      | 4:25  |
| 4.        | 「メモリーズ」(Memories)                                        | ブレンドン・ユーリー スペンサー・スミス ジョン・フェルドマン                    | ブッチ・ウォーカー                                           | 3:25  |
| 5.        | 「トレード・ミステイクス」(Trade Mistakes)                      | ブレンドン・ユーリー スペンサー・スミス ジョン・フェルドマン ピート・ウェンツ   | ブッチ・ウォーカー ジョン・フェルドマン                      | 3:36  |
| 6.        | 「レディ・トゥ・ゴー」(Ready to Go (Get Me Out of My Mind))     | ブレンドン・ユーリー スペンサー・スミス                                         | ブッチ・ウォーカー                                           | 3:37  |
| 7.        | 「オールウェイズ」(Always)                                      | ブレンドン・ユーリー スペンサー・スミス ジョン・フェルドマン ピート・ウェンツ   | ブッチ・ウォーカー ジョン・フェルドマン                      | 2:33  |
| 8.        | 「ザ・カレンダー」(The Calendar)                                | ブレンドン・ユーリー スペンサー・スミス ジョン・フェルドマン ピート・ウェンツ   | ブッチ・ウォーカー ジョン・フェルドマン                      | 4:43  |
| 9.        | 「サラ・スマイルズ」(Sarah Smiles)                              | ブレンドン・ユーリー スペンサー・スミス ジョン・フェルドマン                    | ブッチ・ウォーカー ジョン・フェルドマン                      | 3:33  |
| 10.       | 「ニアリー・ウィッチズ」(Nearly Witches (Ever Since We Met...)) | ブレンドン・ユーリー スペンサー・スミス ジョン・フェルドマン ライアン・ロス     | ブッチ・ウォーカー ジョン・フェルドマン ブレンドン・ユーリー | 4:16  |
| 合計時間: | 合計時間:                                                       | 合計時間:                                                                       | 合計時間:                                                    | 37:27 |

| #         | タイトル                                        | 作詞・作曲                              | 時間  |
| --------- | ----------------------------------------------- | --------------------------------------- | ----- |
| 11.       | 「カレイドスコープ・アイズ」(Kaleidoscope Eyes) | ブレンドン・ユーリー スペンサー・スミス | 3:20  |
| 合計時間: | 合計時間:                                       | 合計時間:                               | 40:47 |

| #         | タイトル                                          | 作詞・作曲                                                 | 時間  |
| --------- | ------------------------------------------------- | ---------------------------------------------------------- | ----- |
| 11.       | 「ストール・ミー」(Stall Me)                      | ブレンドン・ユーリー ジョン・フェルドマン ピート・ウェンツ | 3:10  |
| 12.       | 「オー・グローリー（デモ）」(Oh Glory (Demo))     | ブレンドン・ユーリー ジョン・フェルドマン ピート・ウェンツ | 3:03  |
| 13.       | 「アイ・ウォナ・ビー・フリー」(I Wanna Be Free)   |                                                            | 2:45  |
| 14.       | 「ターン・オブ・ザ・ライツ」(Turn Off the Lights) |                                                            | 4:00  |
| 合計時間: | 合計時間:                                         | 合計時間:                                                  | 50:25 |

| #         | タイトル                                          | 作詞・作曲                                                 | 時間  |
| --------- | ------------------------------------------------- | ---------------------------------------------------------- | ----- |
| 11.       | 「カレイドスコープ・アイズ」(Kaleidoscope Eyes)   | ブレンドン・ユーリー ピート・ウェンツ                      | 3:20  |
| 12.       | 「ストール・ミー」(Stall Me)                      | ブレンドン・ユーリー ジョン・フェルドマン ピート・ウェンツ | 3:10  |
| 13.       | 「オー・グローリー（デモ）」(Oh Glory (Demo))     | ブレンドン・ユーリー ジョン・フェルドマン ピート・ウェンツ | 3:03  |
| 14.       | 「アイ・ウォナ・ビー・フリー」(I Wanna Be Free)   |                                                            | 2:45  |
| 15.       | 「ターン・オブ・ザ・ライツ」(Turn Off the Lights) |                                                            | 4:00  |
| 合計時間: | 合計時間:                                         | 合計時間:                                                  | 53:45 |

| #         | タイトル        | 作詞・作曲                                                   | 時間  |
| --------- | --------------- | ------------------------------------------------------------ | ----- |
| 11.       | 「Bittersweet」 | ブレンドン・ユーリー ピート・ウェンツ グレッグ・カースティン | 3:34  |
| 合計時間: | 合計時間:       | 合計時間:                                                    | 41:01 |

### LP
A面
1. モナリザのバラード
2. レッツ・キル・トゥナイト
3. ハリケーン
4. メモリーズ
5. トレード・ミステイクス

B面
1. レディ・トゥ・ゴー
2. オールウェイズ
3. ザ・カレンダー
4. サラ・スマイルズ
5. ニアリー・ウィッチズ

## クレジット
※出典
パニック!アット・ザ・ディスコ
- ブレンドン・ユーリー – リード・ボーカル、バックグラウンド・ボーカル、キーボード、ベース、シンセサイザー、プログラミング、リズムギター、リードギター
- スペンサー・スミス – ドラム、パーカッション

外部ミュージシャン
- マイク・ボルジャー – トランペット & アコーディオン（M9）
- プラスティシーヌ – ボーカル（M10）
- 西ロサンゼルス児童合唱団 – ボーカル（M10）

制作
- ブッチ・ウォーカー – プロデュース、追加のギター、バックグラウンド・ボーカル、プログラミング、録音
- ジョン・フェルドマン – プロデュース、録音、アシスタント・エンジニア
- ジェイク・シンクレア – エンジニア
- ブランドン・パドック – アシスタント・エンジニア
- エリック・ロン – アシスタント・エンジニア
- フレッド・アーシャンボルト – アシスタント・エンジニア
- マット・アップルトン – アシスタント・エンジニア
- クラウディウス・ミッテンドーファー – ミキシング（M2 - 10）
- リッチ・コスティ – ミキシング（M1）
- ロブ・メイセス – ストリングスアレンジ、指揮者
- ジョナサン・アレン – 録音（ストリングス）
- ルイス・ジョーンズ – アシスタント（ストリングスの録音）
- コレット・バーバー – スタジオマネージャー
- ジョー・ナポリターノ – 編集
- イソベル・グリフィス – コントラクター（ストリングス）
- トマス・ボウズ – リーダー（ストリングス）
- ピート・ライマン – マスタリング
- アレックス・R・カーズナー – クリエイティブ・ディレクター、デザイン
- ダロン・ウィークス – デザイン（アートワーク）
- ジェニファー・ツァー – 写真
- アントニー・フランコ – 衣装
- ブライアン・レイニー – パッケージ

## チャート成績

### 週間チャート
| チャート (2011年)                        | 最高位 |
| ---------------------------------------- | ------ |
| オーストラリア (ARIA)                    | 6      |
| オーストリア (Ö3 Austria)                | 51     |
| カナダ (Billboard)                       | 17     |
| ベルギー (Ultratop Flanders)             | 71     |
| ドイツ (Offizielle Top 100)              | 64     |
| アイルランド (IRMA)                      | 34     |
| ニュージーランド (RMNZ)                  | 21     |
| Japan Top Albums Sales (Billboard JAPAN) | 55     |
| 日本 (オリコン)                          | 46     |
| オランダ (MegaCharts)                    | 76     |
| ニュージーランド (RMNZ)                  | 21     |
| スコットランド (OCC)                     | 33     |
| スイス (Schweizer Hitparade)             | 90     |
| UK アルバムズ (OCC)                      | 29     |
| UK Rock & Metal Albums (OCC)             | 2      |
| US Billboard 200                         | 7      |
| US Top Alternative Albums (Billboard)    | 2      |
| US Top Rock Albums (Billboard)           | 2      |

### 年間チャート
| チャート (2011年)              | 順位 |
| ------------------------------ | ---- |
| US Top Rock Albums (Billboard) | 56   |

## 認定
| 国/地域                          | 認定   | 認定/売上数 |
| -------------------------------- | ------ | ----------- |
| イギリス (BPI)                   | Silver | 60,000      |
| アメリカ合衆国 (RIAA)            | Gold   | 500,000     |
| 認定のみに基づく売上数と再生回数 |        |             |